# 广州耳草
广州耳草（学名：Hedyotis cantoniensis）为茜草科耳草属下的一个种。其种加词“cantoniensis”意为“广东的”。